# Poicephalus gulielmi
El lorito frentirrojo o loro jardinero (Poicephalus gulielmi) es una especie de ave de la familia de los loros (Psittacidae) endémica de África.

## Área de distribución
El loro jardinero se encuentra prácticamente en toda la África central: se extiende por parte de Camerún, y Gabón, ampliándose hasta llegar en menor cantidad hasta Kenia, Tanzania y Zambia. También se tiene constancia de su presencia en una pequeña zona de Costa de Marfil y Ghana.

## Hábitat
Habita en la selva tropical, en zonas arboladas. Conviven en pareja o en grupos de 10 a 15 individuos. Su alimentación en la vida salvaje se basa en frutas, semillas, y frutos de los mañíos (Podocarpus). También se alimentan de la flor y el brote floral del árbol de la fontana (Spathodea campanulata). Suelen anidar y pasar la mayor parte del tiempo en los árboles Podocarpus, Juniper y Hagenia abyssinica.

## Descripción
El loro jardinero es uno de los loros más grandes del género Poicephalus. Pesa aproximadamente 220 g y mide 28 cm de largo.
Es de color primordialmente verde, con rojo en los muslos, coronilla y hombros. Las plumas son verdes negruzcas en la cola, verdes con bordes negros en la espalda y completamente verdes en el pecho. El pico es de un color óseo y gris, mientas que las patas son de una tonalidad grisácea. El iris de los ojos es de color marrón. Los individuos jóvenes carecen de las tonalidades rojas hasta los 3 o 4 años de edad; mientras tanto, son de color verde con plumas negras en la espalda y la cola.

## Dimorfismo sexual y cría
Es posible diferenciar los sexos por el tamaño del ejemplar, el tamaño del pico o la coloración del iris, aunque lo recomendable es realizar un sexaje por ADN o endoscopia.
Ponen 2 o 3 huevos en cada puesta, con intervalos de 2 o 3 días entre huevo y huevo. Después de la puesta, la hembra incuba los huevos durante aproximadamente 28 días, mientras que el macho alimenta a la hembra. A las 10 semanas de la eclosión, las crías abandonan el nido, y 7 semanas más tarde se emancipan e independizan. Alcanzan la madurez sexual a los 4 o 5 años de edad.
Poicephalus gulielmi es una rareza en la avicultura española, aunque algunos criaderos españoles están comenzando a reproducir esta especie debido a la demanda del mercado de animales domésticos.

## Subespecies
- P. g. gulielmi: se encuentra desde el sur de Camerún al norte de Angola.
- P. g. fantiensis: se encuentra al oeste de Camerún, Ghana y Costa de Marfil. Es más pequeño que la especie nominal, y posee menos coloración rojiza en muslos, hombros y coronilla, y menos tonalidad negruzca en las plumas.
- P. g. massaicus: se encuentra en Kenia y Tanzania. El pico es más pequeño que en la especie nominal, y las tonalidades rojizas son más pálidas.

## Características como mascota
El loro jardinero es sin duda una mascota deseada que está comenzando a ser solicitada por personas que quieren tener un animal doméstico. Su tamaño, su cariño y su capacidad de aprendizaje hacen que este loro sea codiciado como mascota.

## Galería

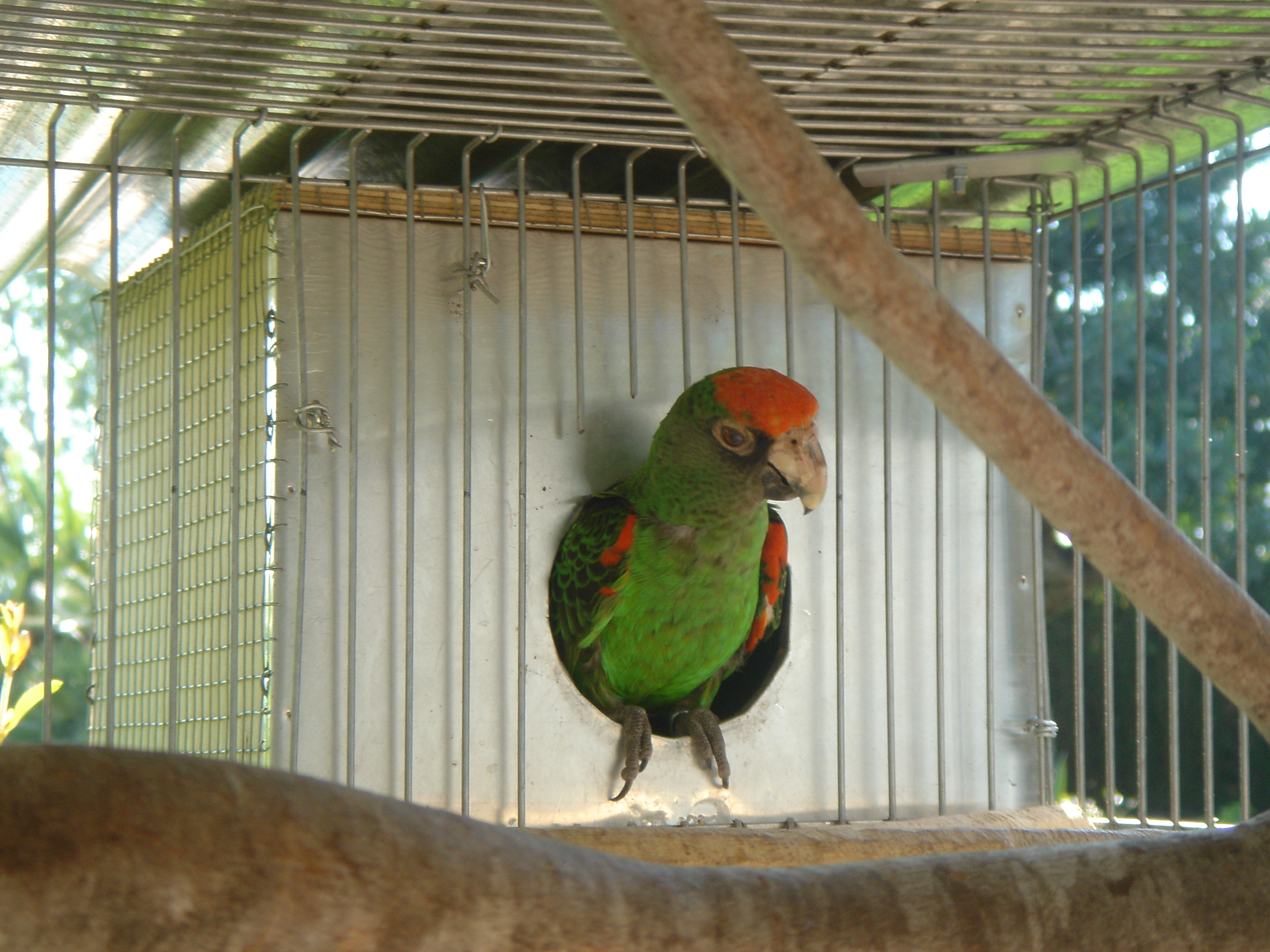
Macho de loro jardinero saliendo del nido
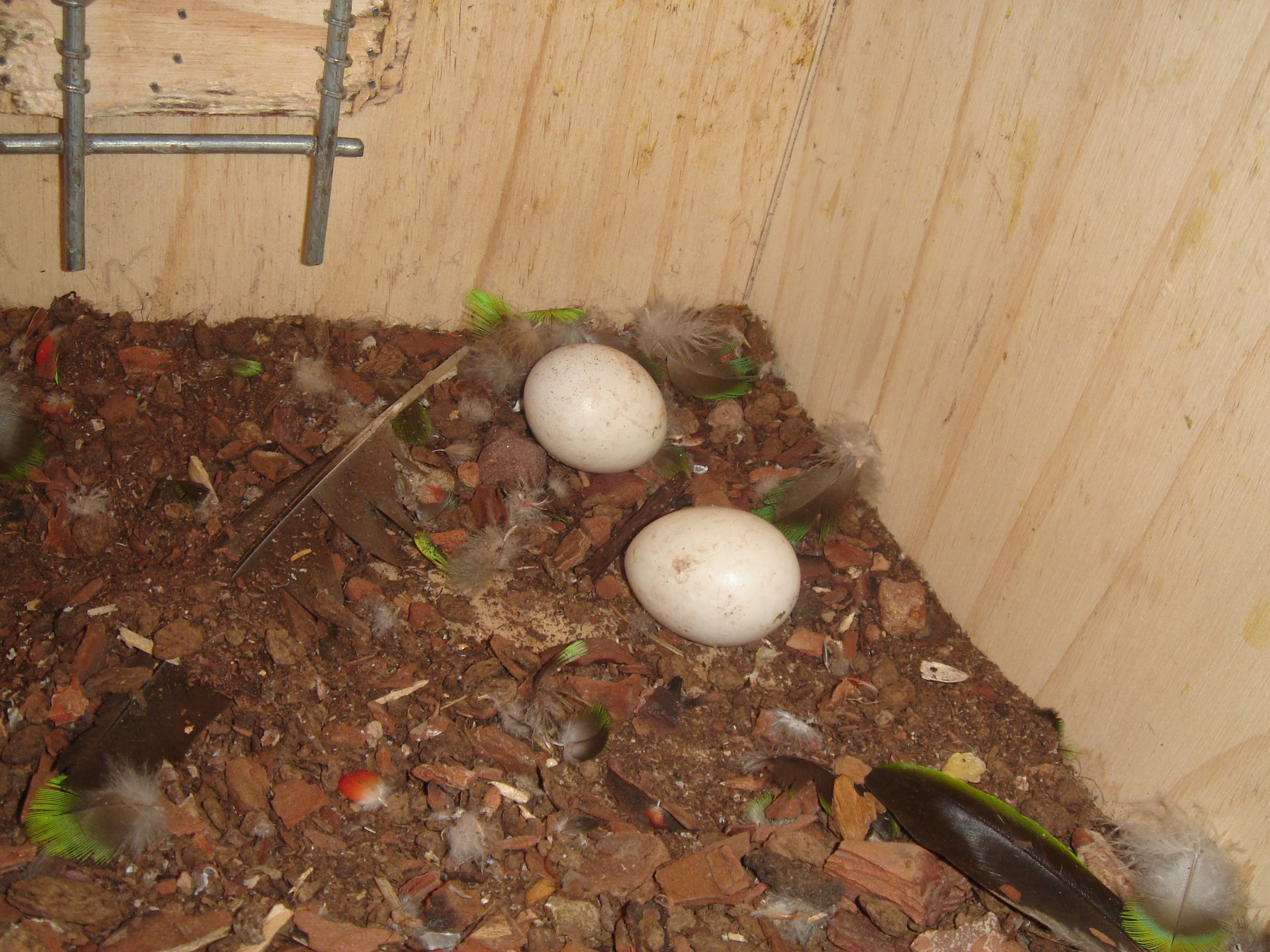
Huevos de loros jardineros
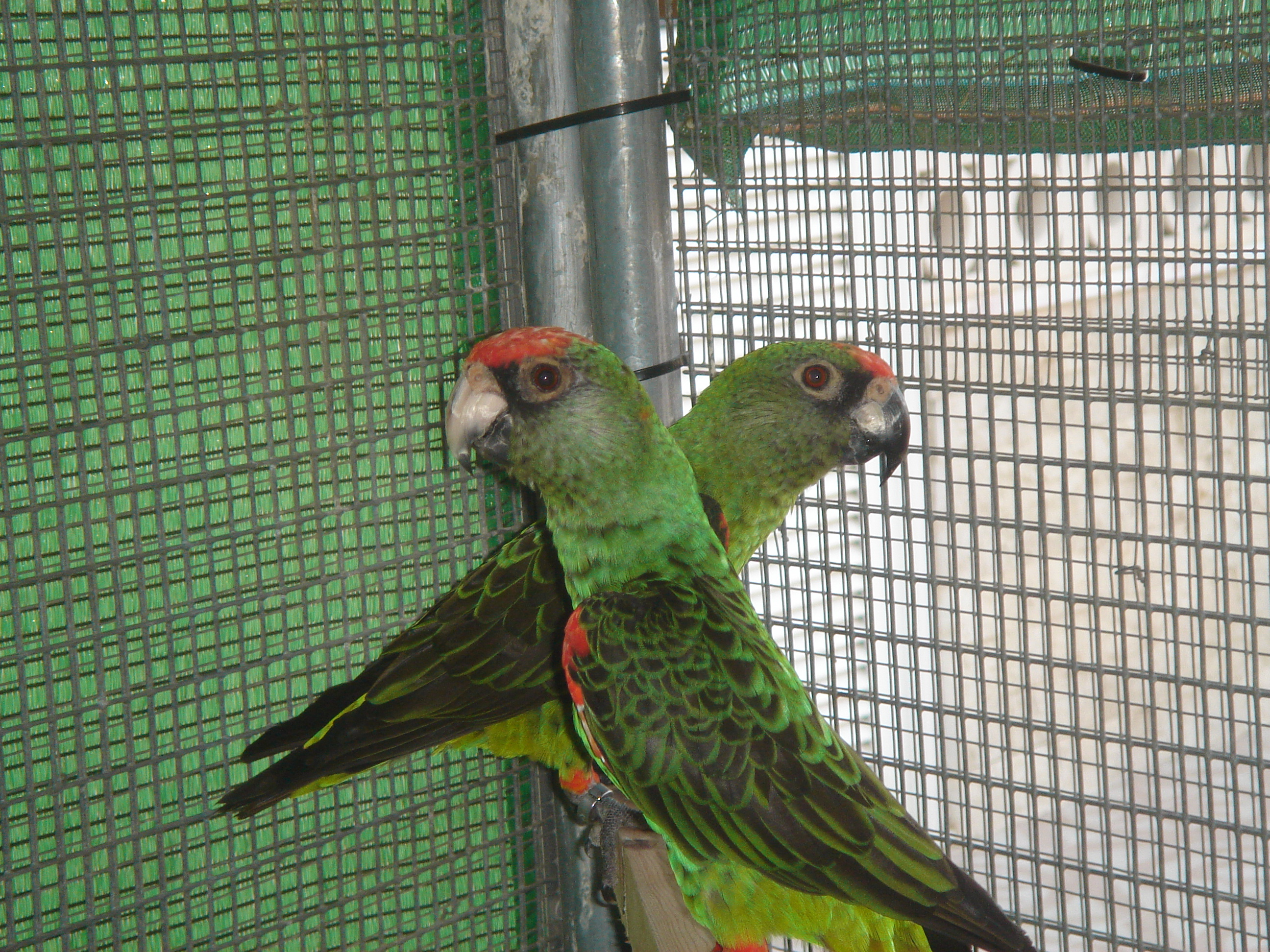
Pareja reproductora de loros jardineros